# Roy Rogers (cocktail)
Il Roy Rogers è un cocktail analcolico ottenuto miscelando due parti di cola con una parte di granatina, viene servito in un bicchiere "Collins" immerso in cubetti di ghiaccio o liscio e guarnito con amarena candita o ciliegia fresca. Per la sua guarnizione il cocktail viene anche chiamato Cherry Cola nonostante la granatina sia a base di melograna. Il suo nome è un tributo al famoso attore cowboy statunitense Roy Rogers.

## Varianti
La variante più diffusa è quella ottenuta con due parti di ginger ale e una di sciroppo di granatina, diventando molto simile a un altro famoso cocktail: lo Shirley Temple. 